# Algerische Sahara

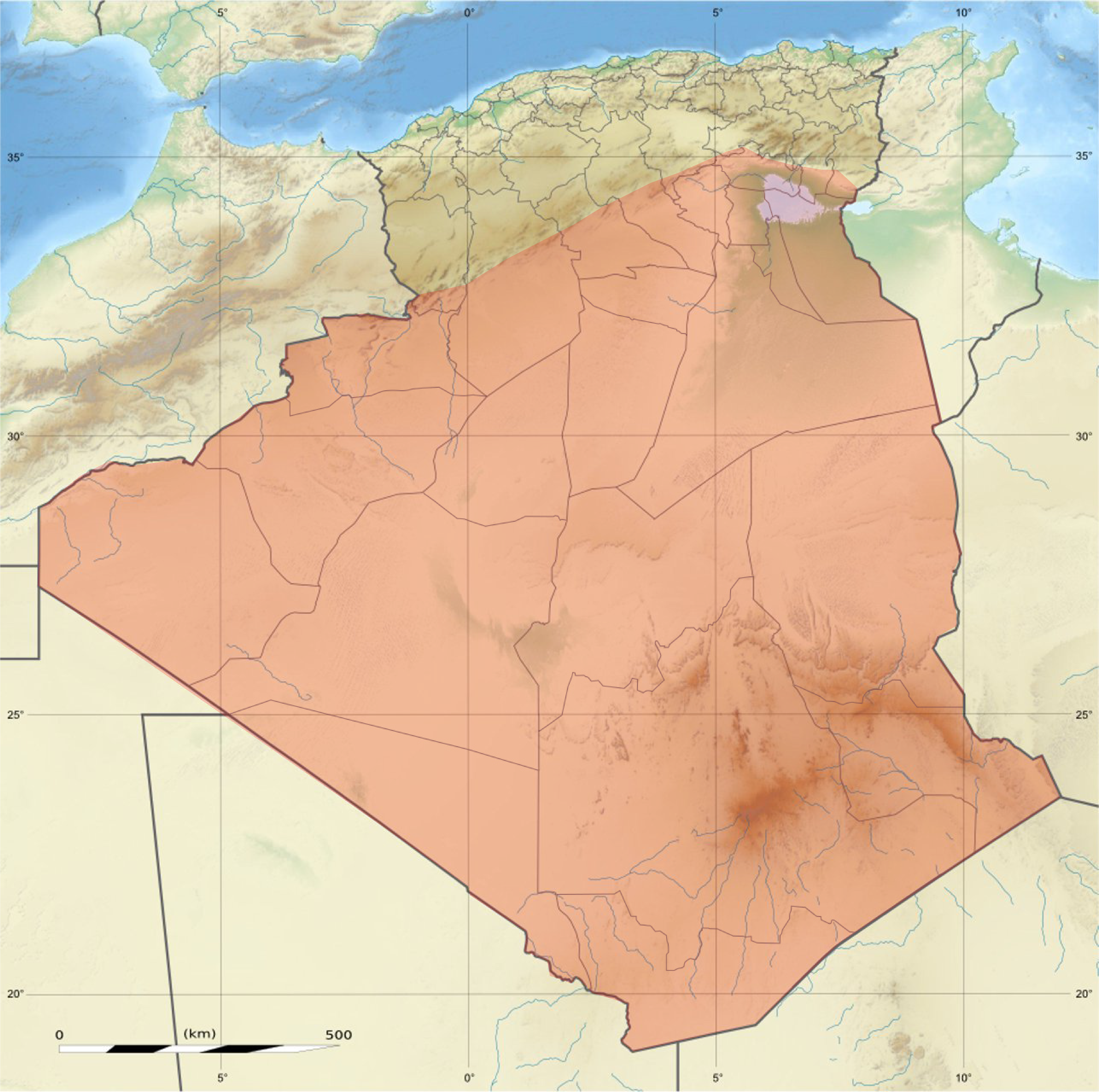
Algerische Sahara

Die Algerische Sahara (arabisch الصحراء الجزائرية, DMG aṣ-Ṣaḥrāʾ al-ǧazāʾiriyya, Tamazight: ⵜⵉⵏⵉⵜⵉ ⵏ ⵍⴷⵣⴰⵢⴻⵔ) befindet sich im nördlich-zentralen Afrika und ist Teil der Wüste Sahara. Die Wüste nimmt mehr als vier Fünftel des algerischen Territoriums ein. Ihre Ausdehnung beginnt vom Saharaatlas aus als Steinwüste und geht im Landesinneren allmählich in eine Sanddünenwüste über. Im Südosten befindet sich das Plateau des Tassili n'Ajjer, das aufgrund seiner herausragenden Sammlung prähistorischer Felsbilder 1982 in die Liste des UNESCO-Weltkulturerbes aufgenommen wurde.
Die durchschnittliche jährliche Niederschlagsmenge liegt im nördlichsten Teil deutlich unter 100 mm, während das Zentrum und der südliche Teil deutlich weniger als 50 mm erhalten. Die sommerlichen Höchsttemperaturen können annähernd 50 °C erreichen.
Zu den bedeutenden Städten gehören Ouargla, Tamanrasset, Adrar und In Salah. Obwohl die Region den weitaus größten Teil der Fläche Algeriens ausmacht, leben hier nur knapp zehn Prozent der Bevölkerung des Landes. Das Gebiet unterscheidet sich zudem in der Bevölkerungszusammensetzung von den Küstengebieten Algeriens, da hier Wüstenvölker und Nomaden wie die Tuareg siedeln.
Wirtschaftlich ist die Region für das Land von hoher Bedeutung, denn es gibt bedeutende Vorkommen an Rohstoffen wie Erdöl, Mangan, Kupfer, Eisen, Uran und Gold.

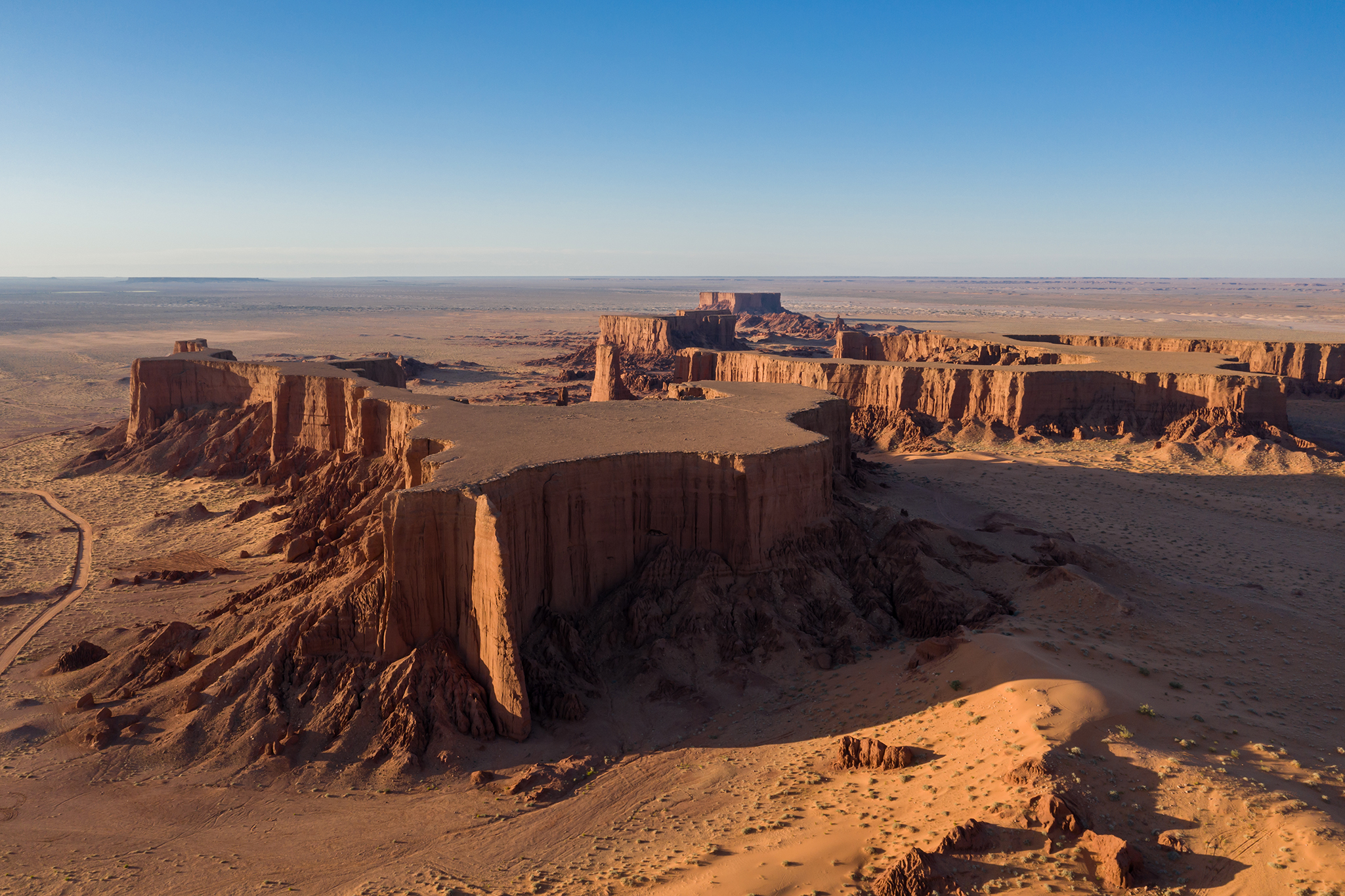
Felswüste bei El Gour südlich von Brézina
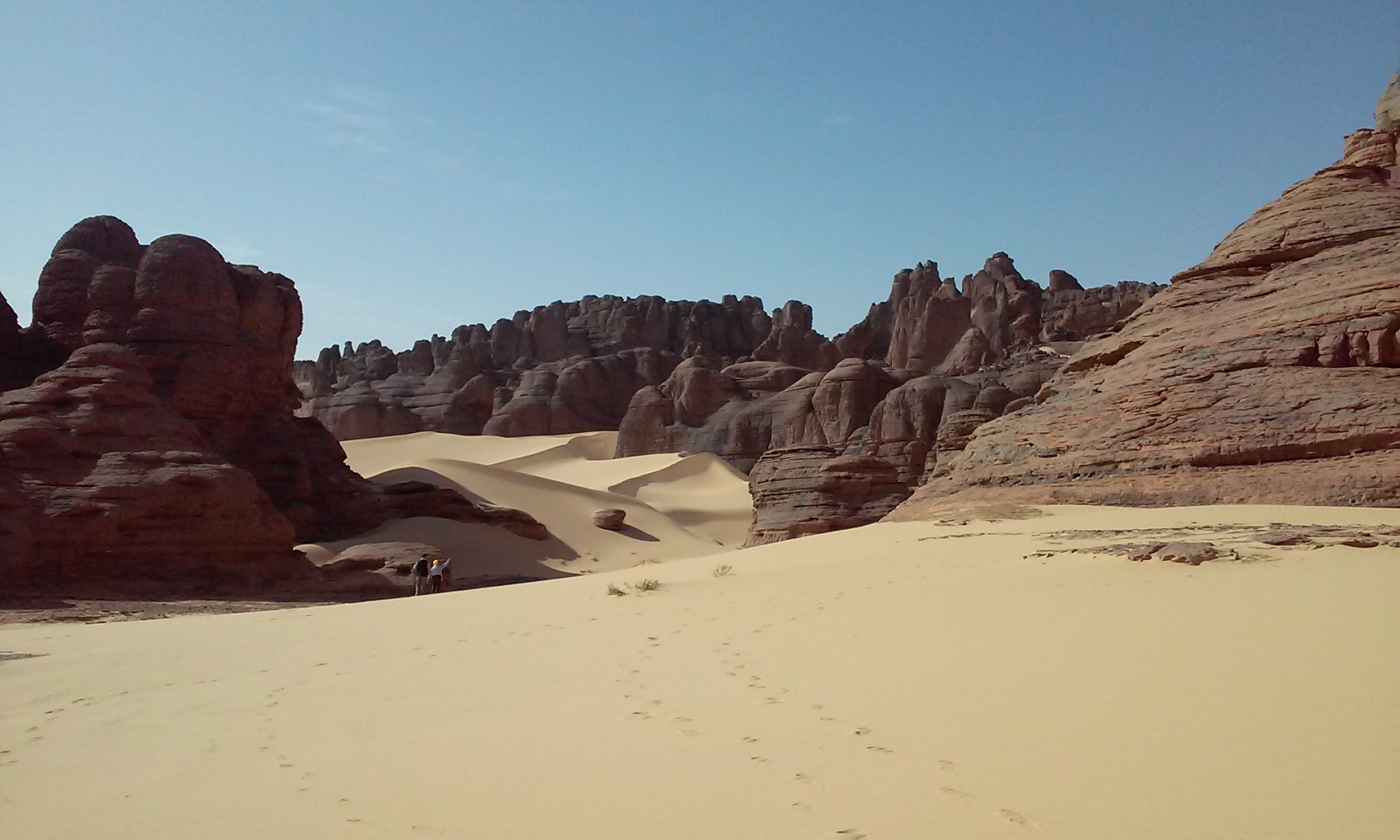
Wüste von Tamanrasset
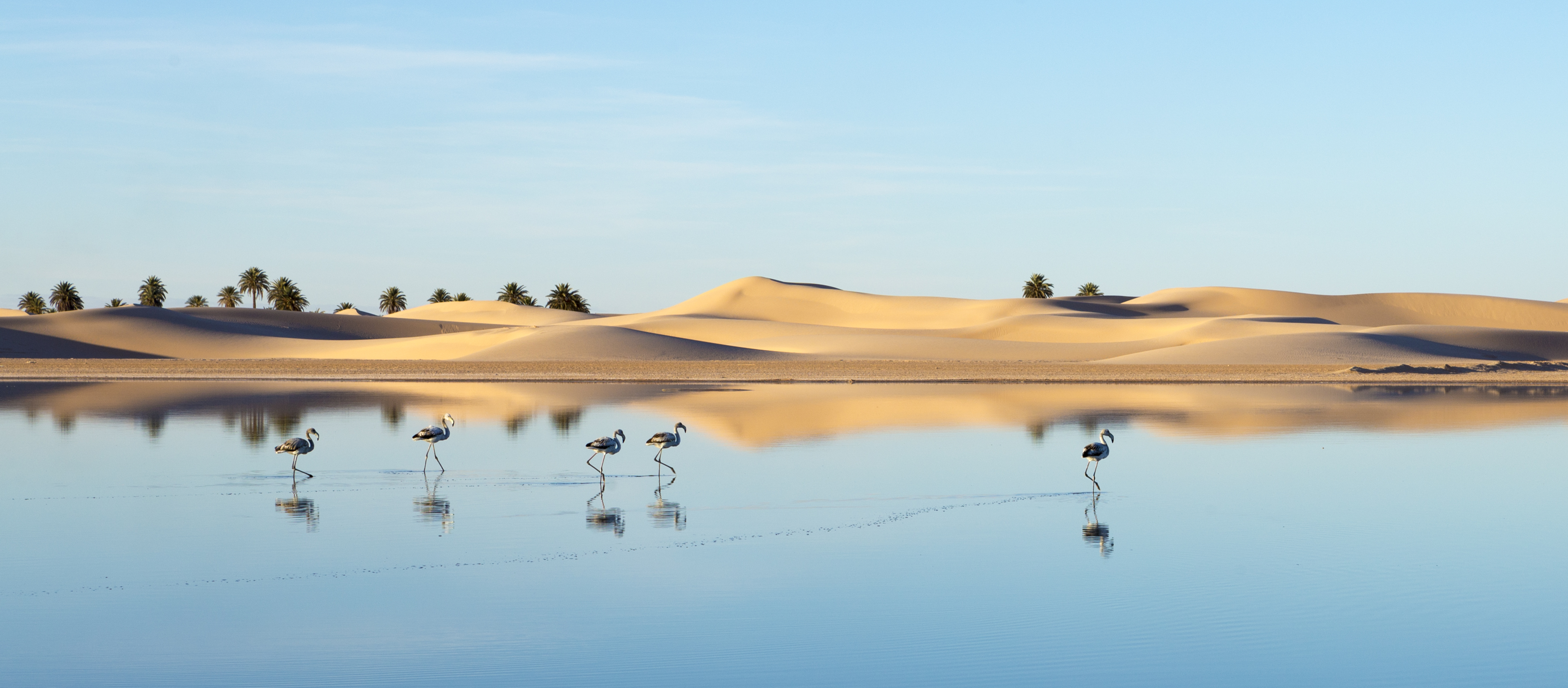
Oase in der Provinz Ouargla
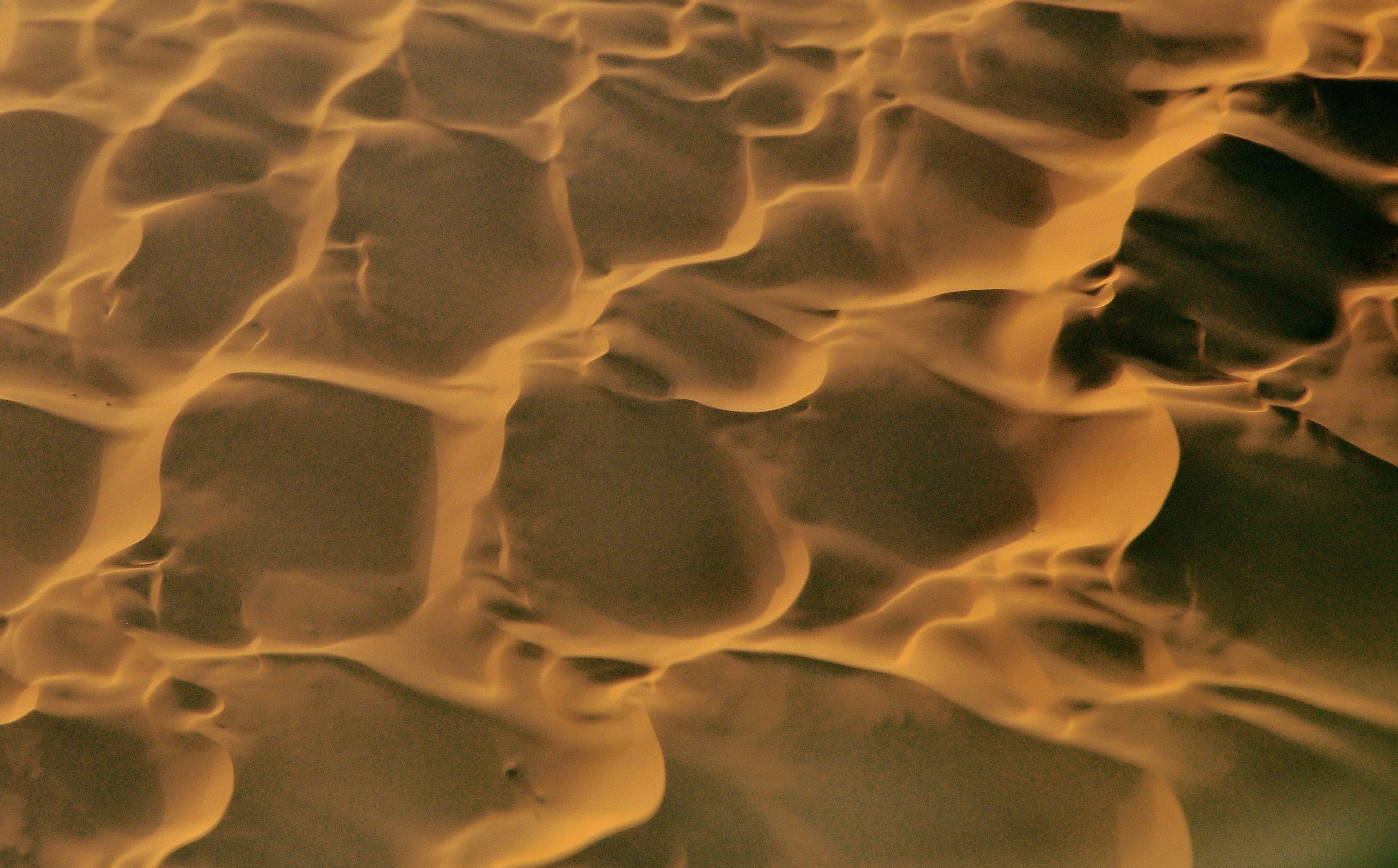
Dünen